# District de Ghazipur
Le district de Ghazipur (en hindi : ग़ाज़ीपुर ज़िला, en ourdou : غازیپورضلع) est l'un des districts de la division de Varanasi situé à l'est de l'État de l'Uttar Pradesh en Inde.

## Description
Sa capitale est la ville de Ghazipur. 
La superficie du district est de 3 377 km2 et la population était en 2011 de 3 620 268 habitants.
Le taux d'alphabétisation est de 74.27%.
Il est divisé en 4 tahsils.

## Géographie
Le district de Ghazipur s'étend sur une grande plaine alluviale, coupée en deux parties égales par le Gange.